# Herfølge BK
Herfølge BK je klub dánské Viasat Sport Divisionen, sídlící v Herfølge. Klub byl založen roku 1921. Hřištěm klubu je stadion s názvem Herfølge Stadion s kapacitou 8 000 diváků.